# Juan de Llano Ponte
Juan de Llano Ponte (Avilés, 23 de abril de 1727 - Oviedo, 29 de abril de 1805) fue un eclesiástico e historiador asturiano, obispo de Oviedo de 1791 a 1805.
De familia noble, del solar de Ponte, en Pravia (actualmente Soto del Barco), se doctoró en la Facultad de Teología de la Universidad ovetense. Inicia su carrera eclesial desempeñado los cargos de arcediano y prior de Gordón trasladándose a la Catedral de Oviedo pasando de canónigo, obispo auxiliar y finalmente obispo el 26 de septiembre de 1791 cargo que ocupará hasta su muerte en 1805. Durante su mandato recorrió infatigablemente la diócesis asturiana.
En 1801 es nombrado académico de la Real Academia de la Historia pues trabajó con su amigo Francisco Martínez Marina en el Diccionario Geográfico de Asturias. A él se debe el apoyo de un gran número de párrocos a esta empresa.
| Predecesor: Agustín González Pisador | Obispo de Oviedo 1791–1805 | Sucesor: Gregorio Hermida y Gamba |